# Șolcani
Șolcani è un comune della Moldavia situato nel distretto di Soroca di 1.594 abitanti al censimento del 2004.

## Località
Il comune è formato dall'insieme delle seguenti località (popolazione 2004):
- Șolcani (1.253 abitanti)
- Cureșnița Nouă (341 abitanti)